# Amaiur Sarriegi
Amaiur Sarriegi Isasa (* 13. Dezember 2000 in Donostia-San Sebastián) ist eine spanische Fußballspielerin. Ihre bevorzugte Position ist der Sturm.

## Karriere

### Verein
Ihre ersten Schritte im Klubfußball setzte Amaiur beim Traditionsverein Añorga KKE. Im Alter von 15 Jahren debütierte sie bereits in der ersten Mannschaft, die in der Segunda División vertreten war. Im Jahr 2017 verpflichtete Athletic Bilbao die junge Stürmerin und setzte sie in der B-Mannschaft des Klubs ein, die ebenfalls in der zweiten Spielklasse vertreten war. Ihr Debüt im A-Kader feierte Amaiur am 19. Oktober 2019 in einer Ligabegegnung gegen Betis Sevilla. In jener Spielzeit kam sie auf vier Ligaeinsätze in der ersten Mannschaft, am 11. Februar 2020 debütierte sie darüber hinaus im Pokal. Im Sommer 2020 wechselte Amaiur Sarriegi zum Lokalrivalen Real Sociedad und konnte auf Anhieb in der ersten Mannschaft Fuß fassen. Die Stürmerin brachte es in der Spielzeit 2020/21 auf 13 Tore in 26 Ligaspielen.

### Nationalmannschaft
Amaiur Sarriegi debütierte am 4. März 2020 in einem Freundschaftsspiel gegen Russland in der spanischen U-20-Nationalmannschaft. Am 10. Juni 2021 hatte sie in einem Testspiel gegen Belgien ihren ersten Einsatz im A-Kader Spaniens und am 16. September erzielte sie beim 10:0-Sieg gegen die Färöer im Zuge der WM-Qualifikation 2023 ihre ersten vier Treffer für das Nationalteam.